# Henryk Askenazy
Henryk Askenazy (ur. 1884 w Wołczyńcach koło Stanisławowa, zm. 18 września 1947 w Nowym Jorku) – polski finansista  i kolekcjoner pochodzenia żydowskiego.

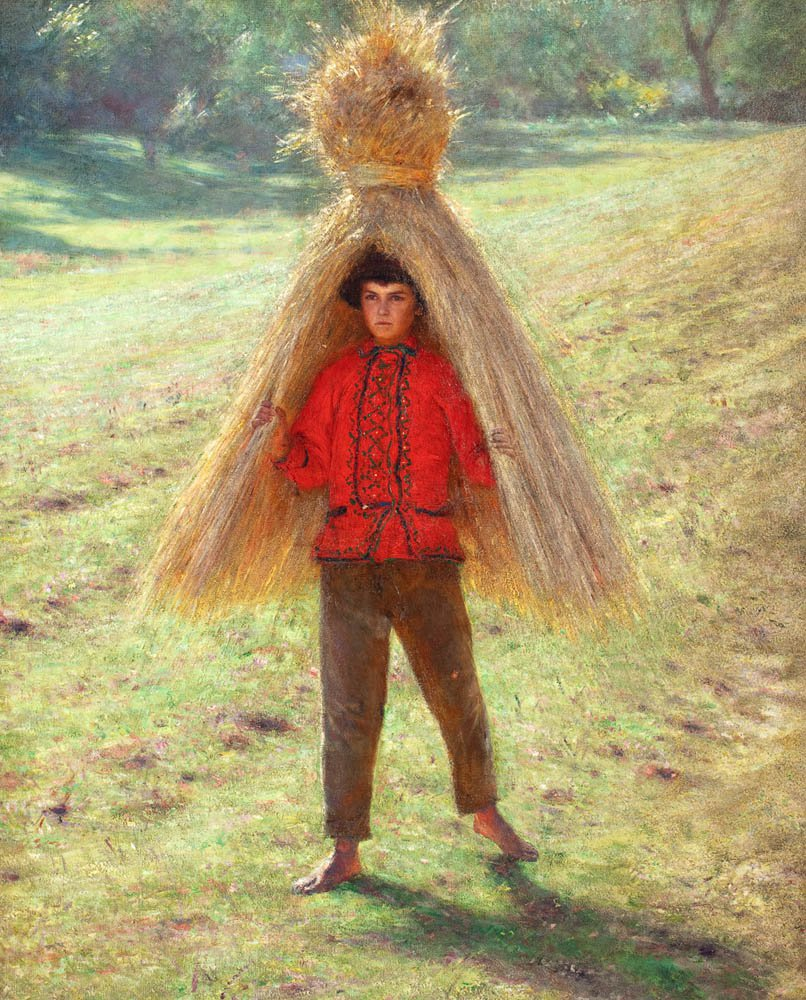
Aleksander Gierymski, Chłopiec niosący snop, ok. 1895, obraz znajdował się w kolekcji Henryka Askenazego

Studiował prawo na Uniwersytecie w Wiedniu uzyskując doktorat w 1909. Henryk Askenazy był jednym z najbardziej wpływowych i znaczących finansistów w II Rzeczypospolitej, członkiem władz 30 dużych spółek przemysłowych i finansowych. Był m.in. członkiem zarządu Banku Dyskontowego Warszawskiego, wiceprezesem browarów lwowskich i krakowskiej Fabryki Maszyn i Wagonów, członkiem rady nadzorczej Huty Pokój w Katowicach i Banku Zachodniego. Należał do grona członków Stowarzyszenia Humanitarnego „Leopolis” we Lwowie.
Nie zachowało się wiele informacji dotyczących jego życia. Pewne jest, że pochodził z rodziny żydowskiej i był związany ze Lwowem, jednak w okresie międzywojennym na stałe związał się z Warszawą. Brak natomiast informacji o jego rodzinie, studiach i doktoracie, a także drodze zawodowej. Jego postać nie zachowała się we wspomnieniach z okresu międzywojennego i wojennego. Wiadomo, że w 1943 roku zamieszkał w luksusowej dzielnicy na Manhattanie.
Postać Askenazego pojawia się w powieści Zygmunta Miłoszewskiego Bezcenny.